# Рудопідготовка
Рудопідготовка (рос. рудоподготовка, англ. ore dressing (pretreatment), нім. Erzaufbereitung f) — сукупність процесів обробки руди різноманітними методами для отримання ґранулометричного та якісного складів, що визначаються вимогами наступних переробок чи нормативами на готову продукцію. Така обробка досягається дробленням і грохоченням, подрібненням і класифікацією, збагаченням і грудкуванням, а також шихтовкою.
Рудопідготовка включає процеси дроблення, грохочення і подрібнення руди.
Дроблення. Схеми дроблення здійснюють за одну, дві або три стадії в залежності від крупності початкової руди і крупності дробленого продукту. У схемах застосовують попереднє або контрольне грохочення, можливі замкнені цикли в останній стадії; між стадіями дроблення розташовують бункери, склади, транспортні конвеєрні лінії.
На рудозбагачувальних фабриках найбільше поширення отримали щокові і конусні дробарки. Щокові дробарки використовуються тільки для крупного дроблення, конусні — для крупного, середнього і дрібного дроблення.
Подрібнення. На рудних збагачувальних фабриках застосовуються барабанні кульові, стержневі, рудно-галькові млини і млини самоподрібнення. Для крупного подрібнення використовуються млини самоподрібнення і стержневі, які працюють звичайно у відкритому циклі.
Для середнього і тонкого подрібнення найчастіше застосовують кульові і рудно-галькові млини, що працюють у замкненому циклі з класифікуючими пристроями — класифікаторами або гідроциклонами.
Автоматизація рудопідготовки включає:
- Автоматичний контроль процесу дроблення
- Автоматичне регулювання процесу дроблення
- Автоматичний контроль процесу подрібнення
- Автоматичне регулювання процесу подрібнення